# Posse de Barack Obama em 2009
A posse (português brasileiro) ou investidura (português europeu) de Barack Obama como o 44º Presidente dos Estados Unidos aconteceu em 20 de janeiro de 2009. A posse, que estabeleceu o recorde de maior público de qualquer evento já realizado em Washington D.C., marcou o início do mandato de quatro anos de Barack Obama como Presidente dos Estados Unidos, e de Joe Biden como Vice-presidente. Com a sua posse como Presidente dos Estados Unidos, Obama tornou-se o primeiro afro-americano a ter o cargo, o primeiro Presidente nascido no Havaí, e o terceiro a vir do estado americano de Illinois. A cerimônia de posse começou com um passeio de trem do Presidente-eleito juntamente com a sua família, colegas e convidados em 17 de janeiro, de Filadélfia, Pensilvânia, a Washington D.C.
Os eventos oficiais aconteceram em Washington D.C., entre 18 e 21 de janeiro de 2009, incluindo dois grandes concertos, um dia de serviço durante o feriado nacional de Martin Luther King Jr., o dia da cerimônia de posse, o intervalo para o almoço, os dez bailes oficiais de posse, e a cerimônia de oração de posse. O tema da 56ª cerimônia de posse foi "Um Novo Nascimento da Liberdade", comemorando o 200º aniversário do nascimento de Abraham Lincoln. Obama e outros homenagearam Lincoln com tributos e referências ao passeio de trem inicial, com a bíblia usada no juramento, com os pratos usados no almoço de posse, as pinturas e as passagens da oração.
A execução do juramento teve improvisações, não ligadas ao juramento prescrito na Constituição dos Estados Unidos, o que levou à retomada da cerimônia do juramento no dia seguinte, na Casa Branca. Dentro dos Estados Unidos, o discurso de posse foi recebido com várias opiniões diferentes: conservadores demonstraram algumas reservas sobre a mensagem indireta de repreensão para com a administração anterior, enquanto que os liberais estavam mais favoráveis. O dia de posse incluiu uma multidão de músicos e de discursadores. A audiência mundial foi grande, e em alguns casos estabeleceu recordes, e as opiniões internacionais foram positivas ao todo.

## Planejamento
A cerimônia de juramento e o almoço de posse foram planejados pelo Comitê Congregacional Conjunto para Cerimônias de Posse, um comitê supervisionado pelo Comitê do Senado dos Estados Unidos para Regulamentações e Administração. O comitê de posse presidencial de 2009 organizou vários outros eventos relacionados com a posse, com a direção do então presidente-eleito, Barack Obama, e do vice-presidente-eleito, Joe Biden.
O Comitê Congregacional Conjunto para Cerimônias de Posse escolheu o tema de posse "Um Novo Nascimento da Liberdade", uma frase histórica que veio de uma das últimas 10 sentenças do Discurso de Gettysburg, comumente aceita como de autoria de Lincoln.  Lincoln, o 16º presidente dos Estados Unidos e, como Obama, um ex-político de Illinois, foi a pedra angular para o tema da posse presidencial de 2009. O mês de fevereiro de 2009 marca o 200º aniversário de Lincoln.
O comitê congregacional liberou a lista completa dos eventos previstos para o juramento de 20 de janeiro, durante a cerimônia de posse, em 17 de dezembro de 2008. A lista de eventos da posse presidencial referia-se ao presidente-eleito como "Barack H. Obama", mesmo tendo Obama especificado previamente que queria ser referido pelo seu nome completo, "Barack Hussein Obama".

### Convites
Convites foram enviados para chefes de missões diplomáticas dos Estados Unidos e suas esposas. No entanto, os convites não foram enviados para nenhum outro representante de outros países. Também foram enviados convites para políticos americanos e para representantes da indústria de entretenimento.
Para a cerimônia de juramento, os membros do 111º Congresso dos Estados Unidos também distribuíram 240.000 ingressos separados por cores. As cores amarela, alaranjada, azul, roxa e cinza-prateada representavam o nível de privilégio dado para assistir a cerimônia do juramento, os bilhetes cinza-prateados davam acesso aos camarotes especiais. Os convites foram entregues para convidados e constituintes para ver a cerimônia de posse de seções reservadas dentro ou perto do Capitólio. Membros congregacionais do Senado e da Câmara distribuíram ingressos cinza-prateados para o público em geral através da loteria ou em centros de distribuição, aonde quem chegava primeiro tinha o direito de obter o bilhete, por causa do excesso de pedidos do público em geral para assistir a cerimônia de posse em seções reservadas.

### Levantamento de fundos

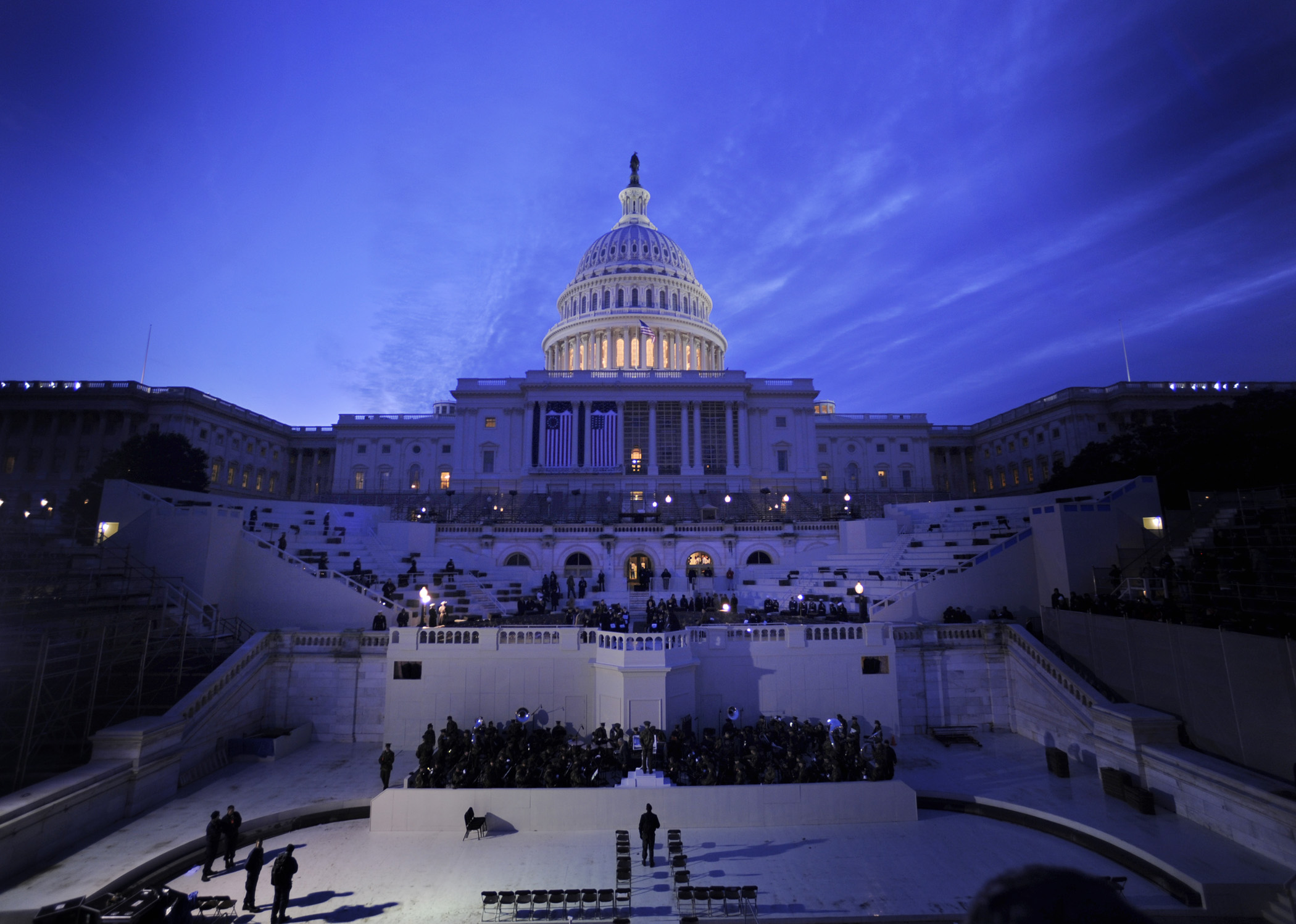
Os preparativos no Capitólio.

Em 30 de janeiro de 2009, o Comitê para a Posse Presidencial tinha conseguido mais de 53 milhões de dólares, com pelo menos 458 pessoas doando a quantia máxima imposta pelo comitê de 50.000 dólares. Os doadores incluem George Soros, Halle Berry, Jamie Foxx, Sharon Stone, Samuel L. Jackson, Jeffrey Katzenberg, Ron Howard, George Lucas, Steven Spielberg, Robert Zemeckis e Lisa Henson, filha de Jim Henson.
Diferentemente das campanhas políticas, uma pessoa física ou uma empresa pode contribuir para a cerimônia de posse sem restrições legais. No entanto, o Comitê para Posse Presidencial de Obama, que tem como membros Penny Pritzker, John W. Rogers, Pat Ryan, William M. Daley e Julianna Smoot, estabeleceu um limite de doação de 50.000 dólares. Para manter o seu comprometimento de seguir corretamente o limite de 50.000 dólares, o comitê de posse não aceitou doações de comitês de ação política, de lobistas federalmente registrados, e de empresas. Apesar de seus comprometimentos, o comitê aceitou doações de pessoas físicas que tinham interesses lobistas ativos, mas que não eram classificados ou registrados federalmente como lobistas. Entre estas pessoas físicas, estão os executivos do Google, Eric Schimidt, e da Microsoft, Steve Ballmer.
Várias empresas contribuíram com 250.000 dólares em doações à segunda posse de George W. Bush, em 2005, com um custo estimado de 42,3 milhões de dólares. Esses valores não incluem os custos de segurança. Esperava-se que os custos da cerimônia de posse de Obama alcançassem 45 milhões de dólares, segundo o Comitê de Posse Presidencial, e "quase 50 milhões" em custos de segurança somente em Washington D.C.. Alguns estimaram que os custos de segurança em Washington D.C. dispararam para 150-170 milhões de dólares. e mais de 11 milhões em estados vizinhos, como por exemplo, Maryland.

## Eventos anteriores à posse

### Passeio de trem: comemorando Lincoln

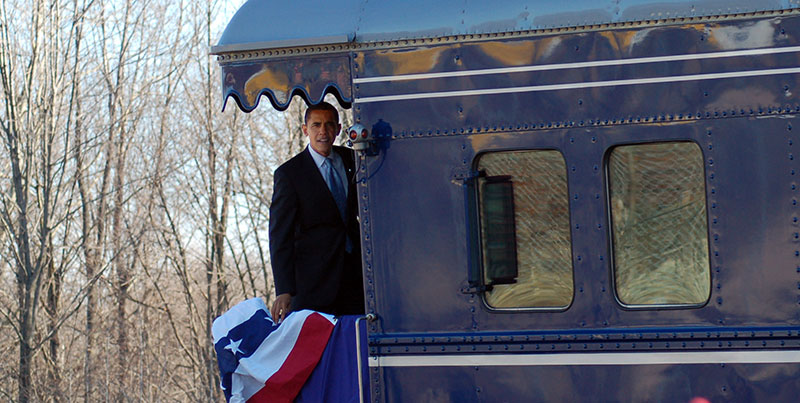
Barack Obama a bordo do trem "Georgia 300", em 17 de janeiro.

Em 17 de janeiro de 2009, Obama iniciou um tributo e uma nova encenação parcial do passeio de trem da posse de Abraham Lincoln, em 1861, realizando uma reunião com algumas centenas de apoiadores na Estação da 30th Street, na Filadélfia, Pensilvânia, antes de seguir com o seu passeio de trem para Washington D.C..  Após a primeira etapa do seu passeio de trem histórico, partindo de Springfield, Illinois, Lincoln chegou à Filadélfia em 21 de fevereiro de 1861 para iniciar um passeio de trem, anteriormente planejado, para a sua posse em Washington D.C..
Homenageando o legado de Lincoln, Obama deixou Filadélfia, parando em Wilmington, Delaware, onde o então vice-presidente-eleito, Joe Biden, subiu a bordo. Juntos, continuaram o passeio no trem "Georgia 300", um trem usado por presidentes anteriores, com destino a Baltimore, Maryland, onde Obama discursou para 40.000 pessoas. Obama e Biden chegaram na Union Station, Washington D.C., às 19:00 no fuso horário do leste. Durante o passeio, Obama recitou seu bordão "I love you back" ("Amo-os também") como resposta às multidões entusiasmadas. 41 cidadãos americanos "comuns" foram selecionados para participar do passeio de trem e de outros eventos relacionados à posse, tais como a parada, o juramento e um baile de posse. 16 dos 41 cidadãos convidados tinham histórias especiais de si mesmos e de suas famílias.

### Concerto no Lincoln Memorial: "Somos Um"
No dia seguinte à chegada de Obama em Washington D.C., o concerto de posse, "Nós Somos Um", foi realizado no Lincoln Memorial. O concerto destacou apresentações e leituras de passagens históricas feitas por mais de 35 celebridades. A apresentação do concerto era livre ao público.

### Dia de Martin Luther King Jr.: Dia Nacional do Serviço
O dia de véspera da posse, 19 de janeiro de 2009, caiu no dia de Martin Luther King Jr., um feriado nacional dos Estados Unidos que reconhece o nascimento de King, e Obama declarou a data como o "Dia Nacional do Serviço". Obama disse que a combinação do dia de homenagem a Martin Luther King Jr. e o dia de serviços: "não é apenas um dia de descanso e de reflexão - é um dia para agir." Obama e Biden participaram de atividades de serviço comunitário do Dia Nacional do Serviço, e o Comitê para a Posse Presidencial também forneceu informações por meio de seu website sobre como iniciar projetos de serviço comunitário, juntamente com informações sobre uma grande quantidade de organizações dispostas a colaborar com o Dia Nacional do Serviço, com o objetivo de atrair os americanos a também dedicarem o Dia de Martin Luther King como um dia de serviços comunitários. Mais de 11.000 serviços comunitários aconteceram em todo os Estados Unidos durante o Dia Nacional do Serviço.
Ainda naquele dia, a comitiva do presidente-eleito deixou a Blair House e seguiu para Walter Reed Army Medical Center. Obama ficou pouco mais de uma hora em reunião com as famílias das tropas que estavam se recuperando dos ferimentos obtidos na Guerra do Iraque e da Guerra do Afeganistão. Após a visita ao Walter Reed Army Medical Center, Obama e Martin Luther King III seguiram para o abrigo para adolescentes desabrigados de Sasha Bruce, em Washington D.C..
Jill e Ashley Biden, Michelle Obama e suas filhas Malia e Sasha, juntamente com centenas de voluntários, passaram a manhã daquele dia no Robert F. Kennedy Stadium, onde ajudaram a fazer de 60.000 a 85.000 CARE Packages (pacotes com mantimentos) para as tropas americanas em ação. Após uma manhã de serviços, os Obamas e os Bidens se encontram para um almoço no Coolidge High School, uma escola secundária pública em Noroeste, Washington D.C.. Joe Biden passou parte de seu dia impermeabilizando paredes em um dos estabelecimentos da Habitat for Humanity International, em Nordeste, Washington D.C.. Mais tarde, durante aquela noite, Obama foi o anfitrião de três jantares bipartidários para homenagear John McCain, Colin Powell e Joe Biden.

### Posse das crianças: "Somos o Futuro"
Durante a noite de 19 de janeiro, Michelle Obama e Jill Biden foram as anfitriãs do jantar "Posse das Crianças: Somos o Futuro", um evento ocorrido no Verizon Center. Miley Cyrus e Jonas Brothers homenagearam as famílias dos militares em combate no concerto. Outras celebridades que participaram do evento incluem Demi Lovato, Bow Wow, Corbin Bleu, Queen Latifah, Billy Ray Cyrus, Shaquille O'Neal e Jamie Foxx. Em harmonia com o dia nacional do serviço, Michelle Obama pediu para que as crianças americanas ficassem mais engajadas no serviço público, oferecendo-se como voluntários em abrigos, visitando pessoas anciãs ou escrevendo cartas para as tropas americanas.

### Cerimônia de oração de posse
Duas horas antes da cerimônia de juramento, o então presidente-eleito Obama, Michelle Obama e o então vice-presidente eleito Joe Biden, e a sua esposa, a Dra. Jill Biden, compareceram a uma oração de posse na Catedral Nacional de Washington. Os Obamas e os Bidens foram reunidos pelo ex-presidente Bill Clinton, e sua esposa, Hillary Clinton, no primeiro assento da igreja. Compareceram à cerimônia de oração cerca de 3.200 outros convidados, incluindo membros do Congresso Americano, diplomatas e outros líderes.
A cerimônia ecumênica destacou apresentações de coros e o arranjo de leituras e de orações de várias religiões. O culto ecumênico refletiu a inclusão e a diversidade religiosa, um conjunto de pastores protestantes, mulheres hindus e líderes religiosos muçulmanos, rabinos e bispos católicos que proferiram leituras de escrituras inspiradoras e orações durante o decorrer da cerimônia. Orações de cultos ecumênicos também trouxeram em parte passagens das cerimônias de oração da posse de George Washington, em 1789, e do discurso de posse de Abraham Lincoln, que incluiu frases tais como "com maldade para nada, com benevolência para todos".
O sermão principal da cerimônia de oração foi realizado pela Reverenda Sharon E. Watkins, ministra-geral e presidente da Igreja Cristã Discípulos de Cristo. A Reverenda foi a primeira mulher a proferir o sermão principal do evento ecumênico. No seu primeiro sermão, a Reverenda Watkins integrou passagens de várias fontes religiosas, tais como passagens do Hinduísmo, do Judaísmo, do Islamismo e da religião Cherokee.

## Eventos durante a posse

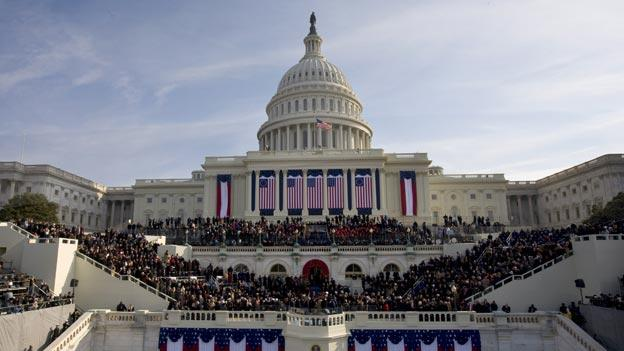
A posse de Barack Obama no Capitólio.

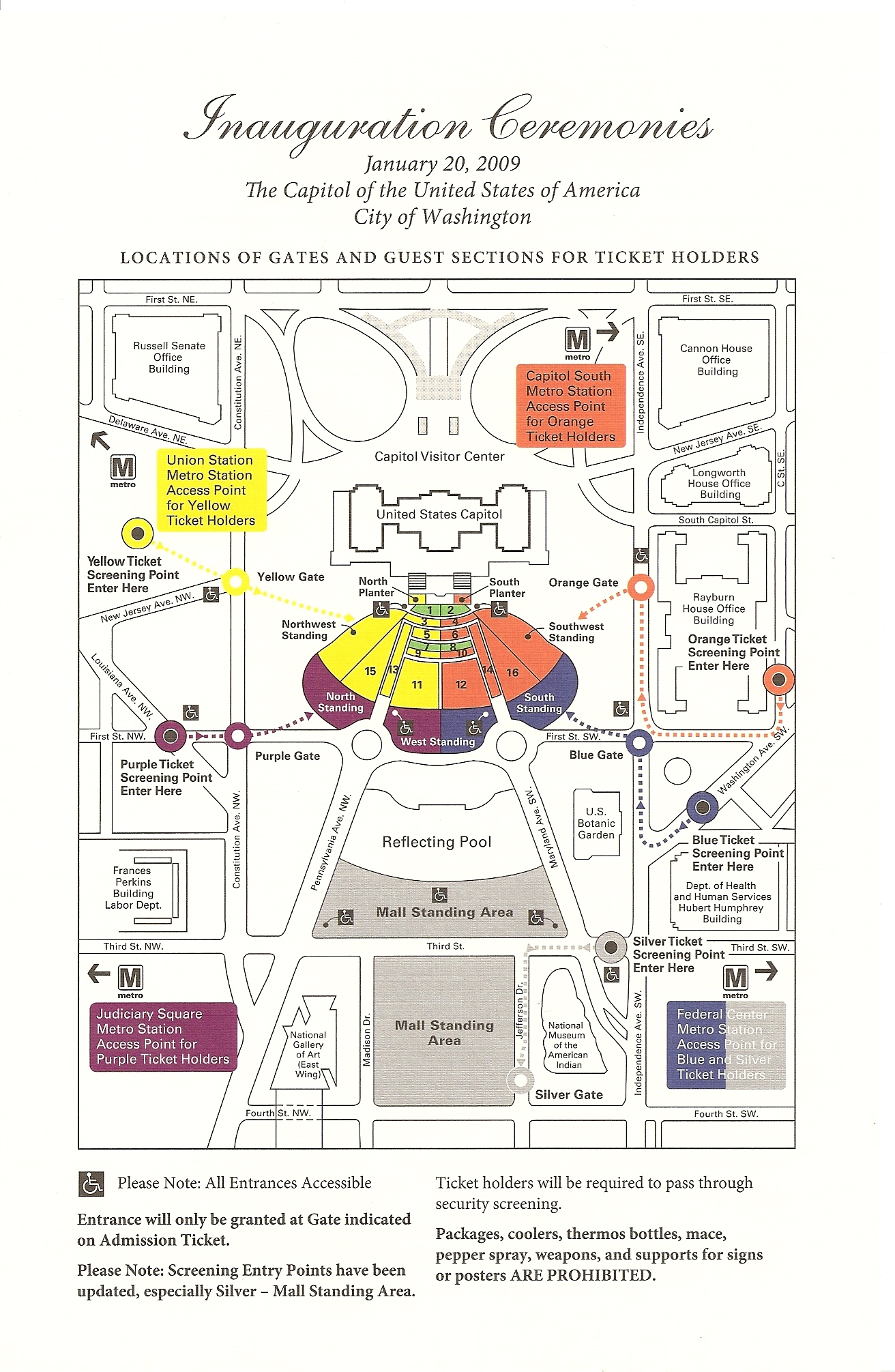
Mapa oficial da posse, pelo Comitê Congregacional para Cerimônias de Posse.

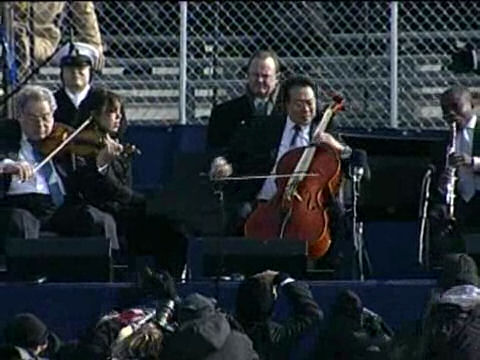
Da esquerda para direita: Itzhak Perlman, Gabriela Montero, Yo-Yo Ma e Anthony McGill executando "Air and Simple Gifts" durante a cerimônia de posse.

### Cerimônia: "Um Novo Nascimento da Liberdade"
A cerimônia de posse aconteceu na fachada oeste do Capitólio, em 20 de janeiro de 2009. Os portões para a cerimônia de posse foram abertos às 08:00 EST (13:00 UTC) com duas horas de música da Banda dos Fuzileiros Navais dos Estados Unidos, chamada popularmente de "Propriedade do Presidente", seguido pela música ao vivo da própria banda, que começou às 10:00 EST (15:00 UTC). O National Mall, que se estende para o Lincoln Memorial, serviu como área de observação do público para testemunhar a cerimônia de posse, e a seção do National Mall entre a terceira e a quarta rua de Noroeste, Washington D.C.,, foi reservada para ingressistas. A diretora do Comitê Congregacional Conjunto para as Cerimônias de Posse, a Senadora Dianne Feinstein, comportou-se como a mestre de cerimônias do evento.
O programa incluiu a vocalista Aretha Franklin, que cantou "My Country, 'Tis of Thee" e uma apresentação da composição de John Williams, "Air and Simple Gifts", que foi previamente gravada, e posteriormente interpretada ao vivo pelo violoncelista Yo-Yo Ma, pelo violinista Itzhak Perlman, pela pianista Gabriela Montero e pelo clarinetista Anthony McGill. Apesar da apresentação ser descrita como "assobio simples de música clássica", o National Public Radio descreveu-a como "um momento que mostrou muito de sua beleza e calma." Outros participantes do concerto de posse incluem a Banda da Marinha dos Estados Unidos, o San Francisco Boys Chorus e o San Francisco Girls Chorus.
O pastor evangélico Rick Warren proferiu a invocação, enquanto que o ativista de direitos civis, Joseph Lowery, ministro da Igreja Metodista dos Estados Unidos, proferiu a bênção.[carece de fontes?]
A cerimônia de juramento do cargo começou com o juramento do vice-presidente Biden, que foi administrado pelo Juiz Associado da Suprema Corte dos Estados Unidos,  John Paul Stevens. O juramento foi seguido pelo primeiro toque de quatro ruffles and flourishes e do hino "Hail, Columbia".
Após a apresentação de "Air and Simple Gifts", o Chefe de Justiça, John Roberts, administrou o juramento de cargo ao Presidente Obama, logo após o meio-dia. Embora a cerimônia estivesse mais longa do que a prevista, que também atrasou a administração do juramento, que terminou por volta das 12:06 EST (17:06 UTC), Obama assumiu oficialmente o cargo de Presidente dos Estados Unidos, sob a Vigésima Emenda à Constituição dos Estados Unidos, exatamente ao meio-dia, com o término do mandato de George W. Bush.
O juramento foi seguido por uma salva de tiros para o novo presidente, realizada por membros das Forças Armadas, e que foi seguida novamente pelo toque de quatro "Ruffles and Flourishes", e do toque da marcha "Hail to the Chief". Obama vestiu sua faixa presidencial como o Presidente dos Estados Unidos logo após o juramento. A poetiza Elizabeth Alexander proferiu então o poema de posse, "Praise Song for the Day" ("Canção de Exaltação do Dia").
Após a cerimônia, o Presidente Obama, a primeira-dama Michelle Obama, o vice-presidente Joe Biden, e sua esposa, a Dra. Jill Biden, escoltaram o ex-presidente George W. Bush e sua esposa, Laura Bush, para uma cerimônia de despedida na fachada leste do Capitólio. Os Obamas e os Bidens foram então ao almoço de posse no National Statuary Hall, dentro do Capitólio, antes de seguir de lá para uma área de observação na Casa Branca para assistir a parada.
| Ordem cronológica da cerimônia             | Proferido/interpretado por                                                                            |
| ------------------------------------------ | --- |
| Seleções musicais                          | Banda dos Fuzileiros Navais dos Estados Unidos, San Francisco Boys Chorus, San Francisco Girls Chorus |
| Pedido de ordem, boas-vindas e introduções | Senadora Dianne Feinstein                                                                             |
| Invocação                                  | Rev. Rick Warren                                                                                      |
| Canção, "My Country, 'Tis of Thee"         | Aretha Franklin                                                                                       |
| Juramento de Biden                         | Juiz Associado da Suprema Corte, John Paul Stevens                                                    |
| Quarteto, "Air and Simple Gifts"           | Itzhak Perlman, Yo-Yo Ma, Gabriela Montero e Anthony McGill                                           |
| Juramento de Obama                         | Chefe de Justiça da Suprema Corte, John Roberts                                                       |
| Salva de tiros                             | Forças Armadas dos Estados Unidos                                                                     |
| Discurso de posse                          | Barack Obama                                                                                          |
| Poema, "Praise Song for the Day"           | Elizabeth Alexander                                                                                   |
| Bênção                                     | Rev. Joseph E. Lowery                                                                                 |
| Hino Nacional dos Estados Unidos           | Coro "Sea Chanters", da Banda da Marinha dos Estados Unidos                                           |

#### Juramento
O Chefe de Justiça dos Estados Unidos, John Roberts, administrou o Juramento do cargo de Presidente dos Estados Unidos a Obama, enquanto Michelle Obama segurava a bíblia que foi usada em 1861 por Abraham Lincoln durante a sua primeira posse. Obama disse várias semanas antes da posse que um de seus desejos era usar o seu nome completo durante a cerimônia de juramento, incluindo o seu nome do meio, Hussein, para "seguir a tradição, não tentando fazer uma declaração de um modo ou de outro." Seu nome do meio causou alguma controvérsia durante a campanha das eleições, quando caluniadores tentaram implicar falsamente que Obama era um muçulmano.
Roberts finalizou o juramento presidencial anexando a frase "so help you God" (Que Deus o ajude) ao fim do juramento prescrito constitucionalmente, e Obama respondeu "so help me God" (Que Deus me ajude) quando terminou. Obama tinha previamente pedido aos organizadores para que incluísse a frase "so help me God" após o juramento. Roberts parabenizou Obama como o novo Presidente dos Estados Unidos no final do juramento.

##### Erros durante o juramento
Obama e o administrador oficial do juramento, John Roberts, não executaram as 35 palavras do juramento do cargo, assim como prescritas pela Constituição dos Estados Unidos. O primeiro erro ocorreu durante a primeira parte do juramento. Roberts ainda não tinha completado a frase quando Obama começou a recitar o juramento. Após a correta recitação da primeira frase do juramento presidencial, Roberts recitou a frase seguinte do juramento incorretamente, dizendo "that I will execute the Office of President to the United States faithfully (que executarei o cargo de Presidente aos Estados Unidos fielmente), ao invés de dizer "that I will faithfully execute the Office of President of the United States" ("que executarei fielmente o cargo de Presidente dos Estados Unidos"). Obama recitou as palavras "I will execute" ("Executarei"), e então parou. Roberts tentou então corrigir seu erro readministrando o juramento, recitando "faithfully the Office of President of the United States". ("[…] fielmente o cargo de Presidente dos Estados Unidos"). No entanto, Obama repetiu a primeira frase, a incorreta, de Roberts. Ambos os erros estão registrados na transcrição do juramento, assim como se segue:
Roberts: I, Barack Hussein Obama …

Obama: I, Barack …

Roberts: … do solemnly swear …

Obama: I, Barack Hussein Obama, do solemnly swear …

Roberts: … that I will execute the office of president to the United States faithfully …

Obama: … that I will execute …

Roberts: … the off — faithfully the pres — the office of president of the United States …

Obama (ao mesmo tempo): … the office of president of the United States faithfully …

Tradução

Roberts: Eu, Barack Hussein Obama …

Obama: Eu, Barack …

Roberts: … juro solenemente …

Obama: Eu, Barack Hussein Obama, juro solenemente …

Roberts: … que executarei o cargo de Presidente aos Estados Unidos solenemente …

Obama: … que executarei …

Roberts: … o car… — fielmente o pres… — o cargo de Presidente dos Estados Unidos …

Obama (ao mesmo tempo): … o cargo de Presidente dos Estados Unidos fielmente …

##### Retomando o juramento

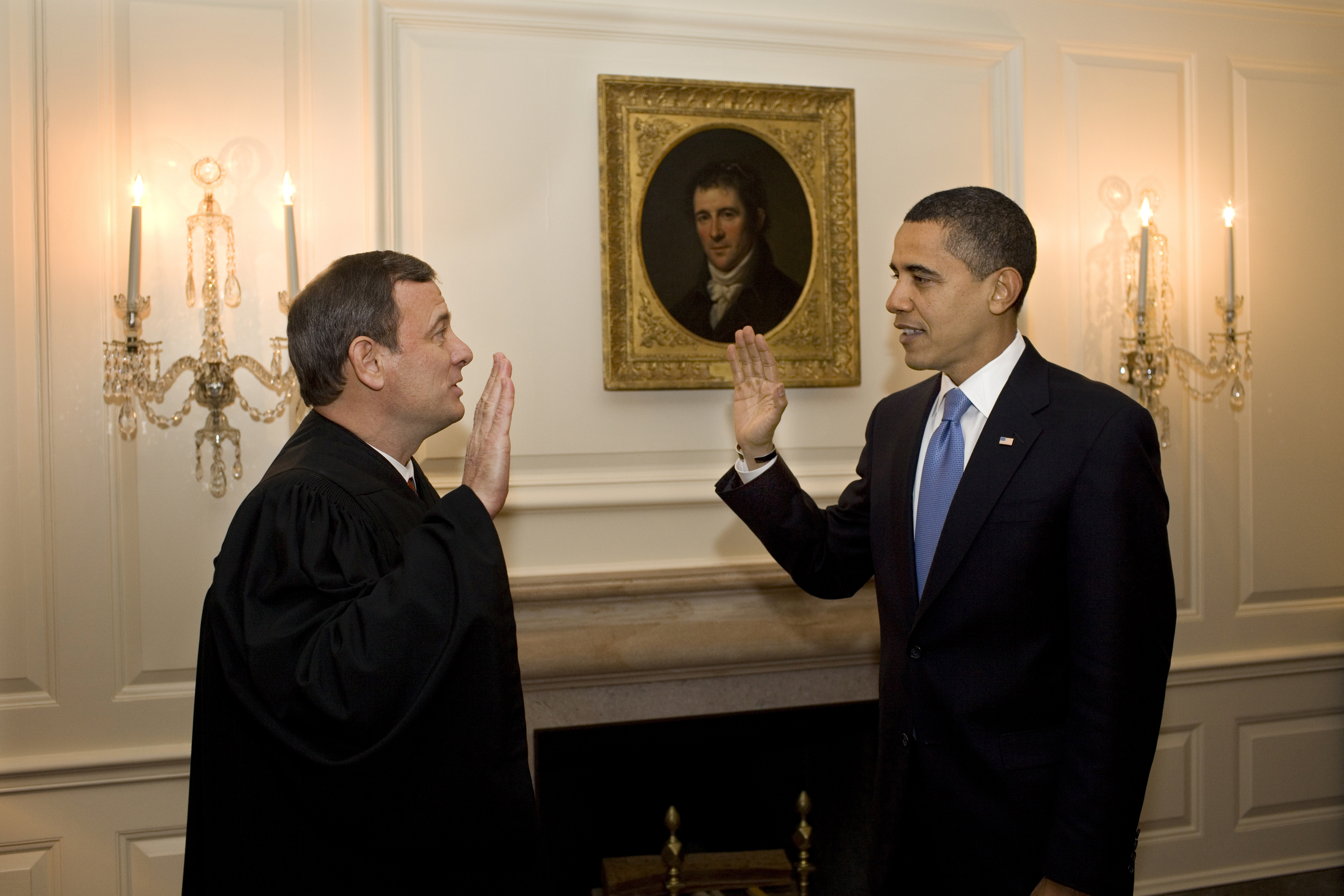
Obama retomando o juramento do cargo na Casa Branca, em 21 de janeiro de 2009.

Embora o Secretário de Imprensa da Casa Branca, Robert Gibbs, dissesse inicialmente que não planejava a retomada do juramento, o Chefe de Justiça da Suprema Corte Americana, John Roberts, concordou em readministrar o juramento a Obama a pedido do Conselho da Casa Branca. A segunda cerimônia foi realizada na noite de 21 de janeiro de 2009, na Sala de Mapas da casa Branca, antes de uma pequena audiência com assistentes presidenciais, vários repórteres e um fotógrafo da Casa Branca. Quando Roberts disse a Obama se ele estava pronto, Obama respondeu, "Estou, e vamos fazê-lo muito lentamente".
De acordo com uma declaração emitida pelo diretor do Conselho da Casa Branca, Greg Craig, o juramento foi readministrado sem uma abundância de precauções. Referindo-se ao juramento como administrado originalmente no dia da posse, Craig acrescentou que "o juramento do cargo foi administrado efetivamente e;… que o Presidente foi juramentado apropriadamente;… Mas o juramento é persistente à Constituição".

#### Discurso de posse
O tema central do discurso de posse do Presidente Barack Obama foi o pedido de restabelecimento da responsabilidade - tanto em termos econômicos em Washington D.C. quanto pelo envolvimento de pessoas simples. O discurso de Obama não teve trechos memoráveis. Ao invés disso, ele usou referências tradicionais para conectar a sua nova administração com a história da nação num discurso que foi entendido deliberavelmente, de acordo com o especialista retórico James Mackin.
Obama concluiu o segundo parágrafo de seu discurso dizendo "Nós, o povo, temos persistido fielmente aos ideais de nossos antepassados, e à verdade ao nossos documentos de fundação". O discurso reforçou palavras, tais como "legado" e "herança", assim como valores, tais como "honestidade", "coragem" e "patriotismo", que "são velhos" valores. Perto do encerramento do discurso, Obama referiu-se às palavras escritas por Thomas Paine, em The American Crisis, que foram ordenadas por George Washington para ser lidas para suas tropas: "Deixe-o ser conhecido ao mundo futuro […] que nas profundezas do inverno, quando nada, porém, a esperança e a virtude poderiam sobreviver […] que a cidade e o país, alarmados num perigo em comum, veio avante para encontrá-lo." Devido à campanha de Obama estar focado na necessidade de mudanças, Mackin percebeu que Obama buscou ressegurar aos americanos que ele poderia exercer o cargo de presidente dentro das margens das tradições do país.

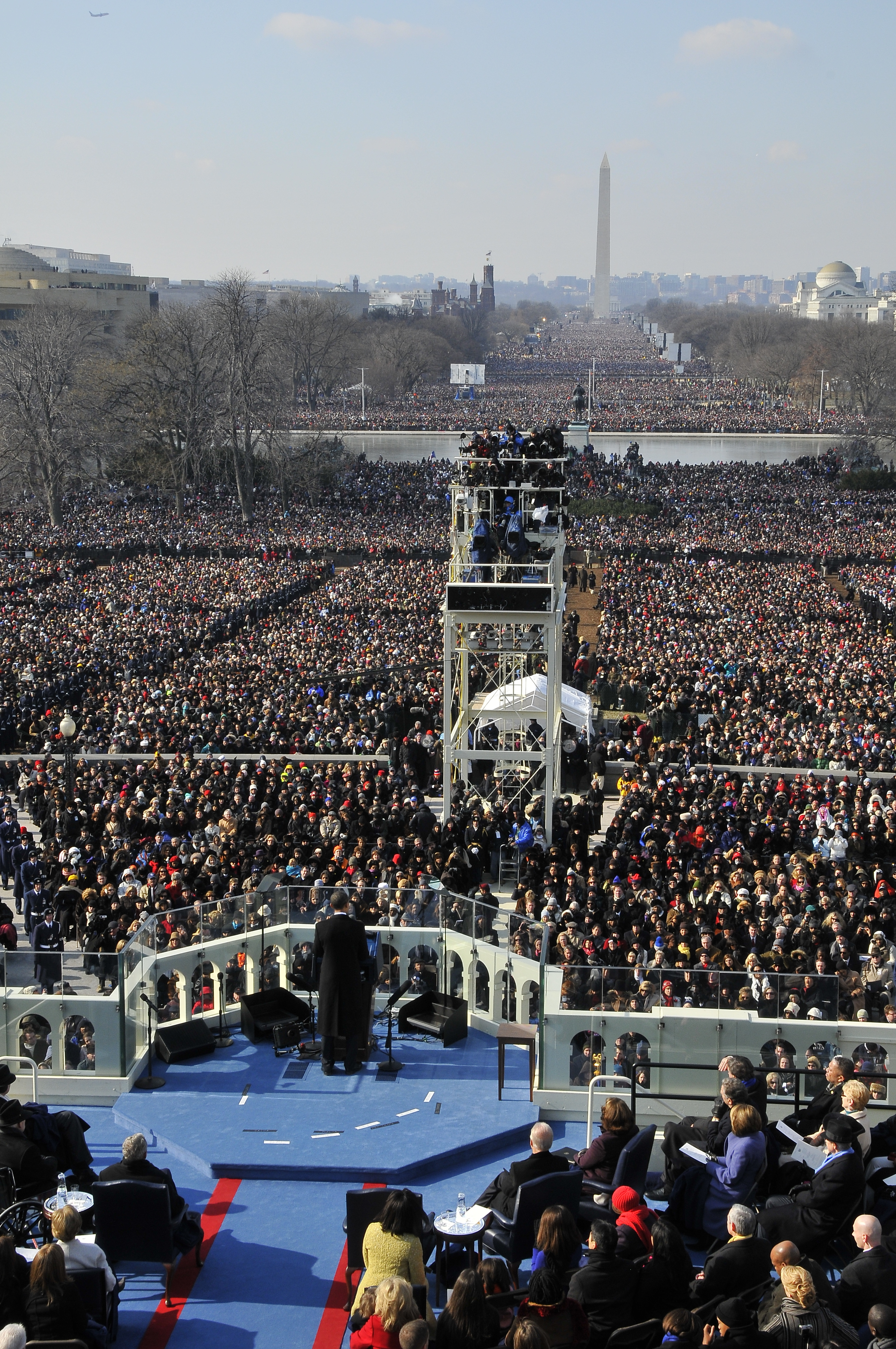
Obama proferindo o seu discurso de posse.

Como parte do pedido de Obama para uma maior responsabilidade geral, ele disse "o que é requerido de nós agora é uma nova era de responsabilidade - um reconhecimento por parte de todo americano" e "aqueles de nós que conseguiram os dólares públicos terão que prestar contas". Obama também citou a letra da canção de Jerome Kern e Dorthy Fields, "Pick Yourself Up", da comédia musical Swing Time, e disse que "começando hoje", devemos elevar a nós mesmos, bater a poeira que está conosco, e começar novamente o trabalho de refazer a América. Num artigo do The New York Times, o colunista e o ex-crítico de obras dramáticas, Franch Rick, percebeu a ligação do discurso com a canção de Dorothy Fields, escrevendo que Obama ofereceu em seu discurso "uma sutil fragrância da Grande Depressão".
O discurso de posse de Obama foi recebido com variadas opiniões; alguns descreveram o tom do discurso como uma parte de um discurso planejado e restringido, enquanto outros descreveram o discurso como monótono e modelado. Apesar do otimismo, Obama foi crítico dos ex-presidentes George W. Bush e Bill Clinton. David E. Sanger, do The New York Times descreveu o discurso como a mais rígida repreensão para um presidente em saída durante um discurso de posse desde o pedido de Franklin Roosevelt de restabelecimento dos valores americanos.  A administração de Bush foi "derrubada" pelo tom do discurso de posse, que dizia ser procedido diretamente daquele de agradecimentos ritualísticos, mas respeitosos, para aqueles dotados de uma censura pública. Os republicanos viram o discurso como uma oportunidade desperdiçada de buscar a unidade. No entanto, Rahm Emanuel descreveu o discurso como uma reflexão do mandato do povo.  Um repórter da ABC News descreveu o discurso como enfatizando os deveres do momento e o futuro nebuloso de quem os desafios podem ser reunidos com a solução, que é parte de nossa herança americana.

#### Observâncias espirituais
A escolha de Obama dos reverendos Warren e Lowery foi controversa. Warren tem um histórico de uma retórica oposição a casamentos gay, e Warren é visto como um ativista dos direitos civis. Conservacionistas, incluindo Rush Limbaugh, descreveram a bênção de Lowery como racista, enquanto que os democratas discordaram dessa posição. A invocação de Warren pediu o perdão de americanos "quando lutamos um contra o outro" e "civilidade em nossas atitudes mesmo quando nos diferenciamos".  Tanto Warren quanto Lowery discursaram por cinco minutos.

### Almoço

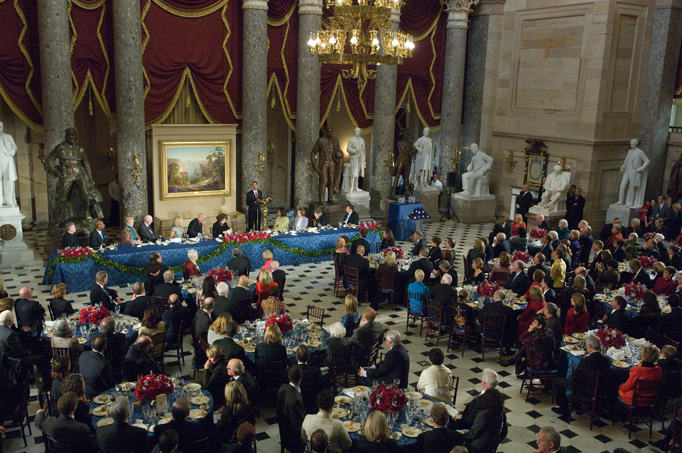
Almoço de posse de Obama no National Statuary Hall.

Antes do almoço e em conformidade com a tradição, o Presidente Obama entrou na Sala Presidencial do Capitólio, onde ele assinou as primeiras ordens presidenciais, às 13:03 EST. A primeira ordem assinada pelo Presidente Obama foi uma proclamação "declarando um dia de renovação e reconciliação nacional", no qual ele pediu para que "todos os nossos cidadãos servissem um ao outro e ao propósito comum de refazer esta nação para o nosso novo século."  Durante a assinatura, Obama brincou, já que ele é canhoto, e disse que "Disseram-me para não bater na pena". Ele também assinou ordens de apresentação oficial de seu gabinete e de vários outros subgabinetes oficiais para a aprovação do Congresso.
Obama juntou-se então aos colegas congregacionais para o almoço de posse no National Statuary Hall, dentro do Capitólio. Foram servidos aos convidados de Obama, que incluíam legisladores de Washington D.C, assim como o ex-presidente Bush e seu ex-vice, pato e faisão ao vinho de uvas pinot noir. O tema do almoço de posse foi baseado no tema de posse de 2009, "Um Novo Nascimento da Liberdade", que comemorou o bicentenário de nascimento de Abraham Lincoln. As porcelanas vermelhas e brancas eram cópias daquelas usadas na Casa Branca, na época de Lincoln.
O almoço no Capitólio faz parte do programa de posse desde 1953. Antes disso, o almoço era normalmente servido na Casa Branca, tendo como anfitriões o presidente e a primeira-dama em saída. O menu do almoço de posse frequentemente destaca pratos que representam os estados dos quais o Presidente e o Vice-Presidente vieram. O menu do almoço de posse de 2009 incluiu guisado de mariscos, pato, faisão e pão-de-ló, com maçã, canela e frutas cristalizadas, como sobremesa. Desde 1985, uma pintura é escolhida para servir como tela de fundo sobre a mesa. Em 2009, a pintura destacada foi View of the Yosemite Valley, pintura de 1865 feita por Thomas Hill e que comemorou a assinatura de Lincoln da Concessão de Yosemite, que foi a primeira vez que o governo federal americano demarcou áreas para servirem como parques para o uso público.
Durante o almoço, o Senador Ted Kennedy desmaiou, e foi levado para um hospital. Relatos anteriores sobre a emergência médica também sugeriram que o Senador Robert Byrd também passou mal durante o almoço.  Estes relatos foram negados mais tarde, e Byrd disse mais tarde que o incidente de Kennedy o perturbou, e que por isso ele decidiu deixar o evento.

### Parada
A parada da posse seguiu ao longo da Pennsylvania Avenue, Noroeste, Washington D.C., saindo do Capitólio para a fachada norte da Casa Branca. Durante a parada, o Presidente Obama e a Primeira-Dama, Michelle Obama, saíram de sua limousine por duas vezes, e caminharam um curto trecho da parada para saudar as multidões presentes, e a sua segunda caminhada terminou logo antes do portão de entrada da Casa Branca. Durante a parada, o Presidente e a Primeira-Dama seguiram numa limousine blindada durante a maior parte do percurso devido à segurança.
O vice-presidente Biden e sua esposa, a Dra. Jill Biden, também caminharam em vários trechos da parada juntamente com os seus filhos Beau, Hunter e Ashley. Beau Biden, um Procurador-geral de Delaware e um oficial do Corpo de Advogados do Exército da Guarda Nacional de Delaware, recebeu uma licença especial de seus serviços na Operação "Liberdade Iraquiana" para participar nas cerimônias.
A parada durou mais de duas horas durante o final da tarde e o início da noite, seguindo o cronograma da cerimônia de posse. Os participantes da parada incluíam 15.000 pessoas, 240 cavalos, dezenas de bandas de marcha, duas bandas de tambor e clarim e uma banda de mariachi. O Presidente Obama convidou o Drum Corps Internacional, de Dubeque, Iowa, que foi nove vezes campeão mundial do Cadets Drum and Bugle Corps e oito vezes finalista do Colts Drum and Bugle Corps, assim como a corporação de cadetes do Virginia Military Institute e da banda de marcha secundária do Punahou School, a escola secundária de Obama no Havaí, para se apresentar durante a parada de posse.
O vice-presidente Biden também convidou vários grupos de Delaware para marchar na parada. A ala de Delaware na parada foi liderada pela Delaware Volunteer Fireman's Association (Associação de Bombeiros Voluntários de Delaware), do qual Biden é um membro honorário, seguido pela banda de marcha alma mater de Biden, os trompetistas da Fightin' Blue Hens, da Universidade de Delaware, conhecida como "O Orgulho de Delaware", além da banda de marcha dos trompetistas da Universidade do Estado de Delaware, conhecida como "A Tempestade em Aproximação".

## Eventos após a cerimônia de posse

### Bailes de posse
O Presidente Obama e a primeira-dama, Michelle Obama, compareceram a 10 bailes oficiais de posse durante a noite de 20 de janeiro. Barack Obama usou um novo smoking, o primeiro que ele adquiriu em 15 anos. O smoking foi feito por Hart Schaffner Marx, uma empresa de roupas voltada para o público masculino sediada em Chicago. Michelle Obama usou um vestido branco de um ombro, sem mangas, feito pelo estilista Jason Wu, de 26 anos de idade, de Nova Iorque, quebrando a tradição instalada pelas ex-primeiras-damas Laura Bush e Hillary Clinton, que escolheram estilistas de seus próprios estados.
O Baile de Posse da Vizinhança, um dos seis bailes realizados no Walter E. Washinton Convetion Center, foi a primeiro do Presidente Obama e da primeira-dama. Os Obama dançaram sua primeira canção assim que Beyoncé realizava cantava para eles ao clássico de Etta James, At Last. De acordo com o Comitê para a Posse Presidencial, foi a primeira vez que foi permitido a entrada gratuita ou a preços acessíveis ao Baile de Posse da Vizinhança. Além disso, uma parte dos ingressos foi reservada para moradores de Washington D.C.. Isto contrastou com a história recente, no qual "bailes de posse geralmente são fechados para cidadãos comuns americanos, e a popularidade era substituída por um círculo exclusivo de dignitários e de doadores."
Os outros nove bailes de posse que os Obama compareceram foram:
- "Baile do Comandante-em-Chefe", realizado no National Building Museum e apenas pela segunda vez na história, incluiu notáveis membros ativos e inativos das Forças Armadas dos Estados Unidos, as famílias dos americanos em serviço militar que estavam atuando fora do país, as famílias dos militares mortos em combate, e os portadores do Purple Heart.[101][105][106][107]
- "Baile do Leste", Union Station, para convidados dos estados da Nova Inglaterra: Connecticut, Maine, Massachusetts, Nova Hampshire, Rhode Island, Vermont, e os territórios ultramarinos de Porto Rico e Ilhas Virgens Americanas. James Taylor foi o entretedor do baile.[101][108]
- "Baile do Médio-Atlântico (Mid-Atlantic)", Washington Convention Center, para convidados do Distrito de Colúmbia, e dos estados do Médio-Atlântico: Maryland, Nova Jérsei, Virgínia e Virgínia Ocidental. O baile foi a primeira aparição da banda The Dead, após um comício em favor de Obama em San Francisco, Califórnia, em abril de 2008, e de uma campanha nacional com o The Allman Brothers Band, em outubro de 2008, na Universidade Estadual de Penn. Os membros veteranos da banda Grateful Dead, Bob Weir, Mickey Hart e Phil Lesh, foram apoiadores sinceros de Obama. Lesh e o guitarrista Warren Haynes também tomaram parte na campanha abertamente favorável a Obama no final de outubro de 2008, partilhando a conta com outros artistas proeminentes como Robert Randolph e o Disco Biscuits.[101]
- "Baile do Meio-Oeste", Washington Convention Center, para convidados dos estados do Meio-Oeste: Indiana, Iowa, Kansas, Michigan, Minnesota, Missouri, Dacota do Norte, Nebraska, Ohio, Dacota do Sul e Wisconsin.[101]
- "Baile do Estado de Origem do Presidente", Washington Convention Center, para convidados dos estados de origem de Obama, Havaí, onde nasceu, e Illinois, onde iniciou sua carreira política.[101]
- "Baile do Sul", D.C. Armory, Para convidados do estados do Sul dos Estados Unidos: Alabama, Arkansas, Flórida, Geórgia, Kentucky, Luisiana, Mississippi, Carolina do Norte, Carolina do Sul, Tennessee e Texas.[101]
- "Baile do Estado de Origem do Vice-Presidente", Washington Convention Center, para convidados de Joe Biden dos estados de Delaware e Pensilvânia.[101]
- "Baile do Oeste", Washington Convention Center, para convidados dos estados do Oeste dos Estados Unidos: Alasca, Arizona, Califórnia, Idaho, Colorado, Montana, Oklahoma, Oregon, Nevada, Novo México, Utah, Washington e Wyoming, além dos territórios do Pacífico da Samoa Americana e de Guam.[101]
- "Baile da Juventude", Washington Hilton and Towers, foi um evento especificamente para pessoas entre 18 e 35 anos de idade.[101]

O Presidente Obama e a primeira-dama também compareceram a um baile de posse durante a noite de 21 de janeiro:
- "Baile de Obama para a sua Equipe da América", D.C. Armory, para os ajudantes da campanha presidencial de Obama de 2008. O baile destacou discursos de David Plouffe, de Barack Obama e de Joe Biden, além da apresentação de Jay-Z.[109]

### Cerimônia na Casa Branca
Após os bailes de posse, os Obama foram os anfitriões de uma reunião na Casa Branca após a meia-noite, com 70 apoiadores, amigos mais próximos e a família, incluindo Oprah Winfrey, Valerie Jarret, David Axelrod, o prefeito de Chicago, Richard M. Daley, os representantes dos estados do Alabama e do Havaí, Artur Davis e Neil Abercrombie, além do irmão de Michele Obama, Craig Robinson. Os membros da delegação congregacional de Illinois também compareceram na cerimônia de madrugada na Casa Branca, incluindo o senador Dick Durbin e os representantes Melissa Bean, Jan Schakowsky, Luis Gutiérrez e Jerry Costello.

## Comparecimentos à cerimônia de posse

### Convidados notáveis
Os ex-presidentes Jimmy Carter, George H. W. Bush, Bill Clinton e George W. Bush, e os ex-vices-presidentes Walter Mondale, Dan Quayle, Al Gore e Dick Cheney, juntamente com suas esposas, compareceram à cerimônia de posse de Obama. Cheney estava numa cadeira de rodas devido a um acidente que ele teve enquanto movia caixas.
John Lewis, o único discursador ainda vivo do comício histórico de 1963 durante a Marcha sobre Washington, estava presente em alguns momentos da cerimônia de posse. Obama autografou uma fotografia comemorativa para Lewis com as palavras "Por causa de você. Barack Obama." Mais de 180 Tuskegee Airmen compareceram à cerimônia como convidados. Os cinco tripulantes do Voo US Airways 1549, que realizou um pouso de emergência bem-sucedido sobre o rio Hudson, em Nova Iorque, cinco dias antes, incluindo o comandante Chesley Sullenberger, também foram convidados para a cerimônia de posse.
A avó paterna de Obama, Sarah Obama, de 87 anos, liderou um grupo de parentes de Obama quenianos da vila de origem do pai de Obama, Kogelo. Outros parentes viajaram a Washington do Quênia como convidados, incluindo a tia de Obama, Maggie Obama, seu tio, Said Obama, assim como seu meio-irmão Malik Obama. Esperava-se que os parentes quenianos de Obama o presenteasse com artigos tradicionais quenianos, incluindo um banco de três pernas dado normalmente a anciãos da tribo Luo, um espanta-moscas feito de pelo de cabrito, e um escudo de guerra. Sarah Obama já tinha comparecido à cerimônia de juramento de posse de Obama como senador em 2005.

### Multidões e ingressistas
Nenhuma estimativa oficial foi feita com relação ao número de pessoas presentes à cerimônia, embora várias fontes concluíram que foi o maior comparecimento a um evento já realizado em Washington D.C. de toda a história. As agências governamentais e os oficiais federais que coordenaram a segurança e o gerenciamento do tráfego determinaram que o evento tinha 1,8 milhões de pessoas, baseado nas informações coletadas por várias câmeras e por pessoas físicas no local do evento. O The Washington Post relatou a grande quantidade de pessoas, e o Serviço Nacional de Parques disse que "Não contestou" a estimativa.
A especialista em imagens de satélite, Allison Puccioni, do Jane's Information Group, estimou que o tamanho da multidão ficou entre 1,031 e 1,411 milhão de pessoas, usando uma imagem adquirida pelo satélite GeoEye-1 coletada exatamente às 11:19 EST (16:19 UTC). Esta estimativa não incluiu as áreas ou as construções federais designadas para os 240.000 ingressistas. No entanto, o professor da Universidade do Estado do Arizona, Stephen Doig, estimou que apenas 800.000 pessoas compareceram ao evento, usando como base a mesma imagem de satélite. Embora a imagem tivesse sido fotografada apenas 45 minutos antes da cerimônia de juramento de Obama, Doig ajustou a sua estimativa para incluir as pessoas que ainda estavam para chegar na região antes da cerimônia do juramento. Apesar das estimativas, Doig declarou que "se eu tivesse que apostar, diria que a multidão que esperava por Obama é de fato maior do que a multidão que esperava o juramento de posse de Lyndon B. Johnson em 1965, ou de qualquer outra coisa" […] "Estou inteiramente preparado para achar que essa é a maior multidão de toda a história" em Washington D.C.. Aproximadamente 1,2 milhão de pessoas compareceram à cerimônia de posse de Lyndon B. Johnson em 1965.
Dentre as multidões massivas que chegaram ao Capitólio para assistir a cerimônia de posse, aproximadamente 4.000 ingressistas não conseguiram entrar nas áreas reservadas porque os portões de segurança estavam fechados durante o início da cerimônia, deixando muitos deles do lado de fora do Capitólio. Alguns foram levados para os túneis subterrâneos que ligam o Capitólio do National Mall. A senadora Dianne Feinstein, líder do Comitê Conjunto para Cerimônias de Posse, iniciou uma investigação para dirigir as queixas de ingressistas que não conseguiram entrar.
Em 22 de janeiro de 2009, um porta-voz do Comitê Conjunto para Cerimônias de Posse também anunciou que os detentores dos bilhetes azuis, roxos e cinza-prateados que não conseguiram entrar no Capitólio para ver a cerimônia de posse poderiam receber itens comemorativos. Os itens comemorativos incluíam uma cópia do convite de juramento e do programa, fotos do Presidente Obama e do Vice-presidente Biden, e uma foto colorida da cerimônia de posse.

### Segurança

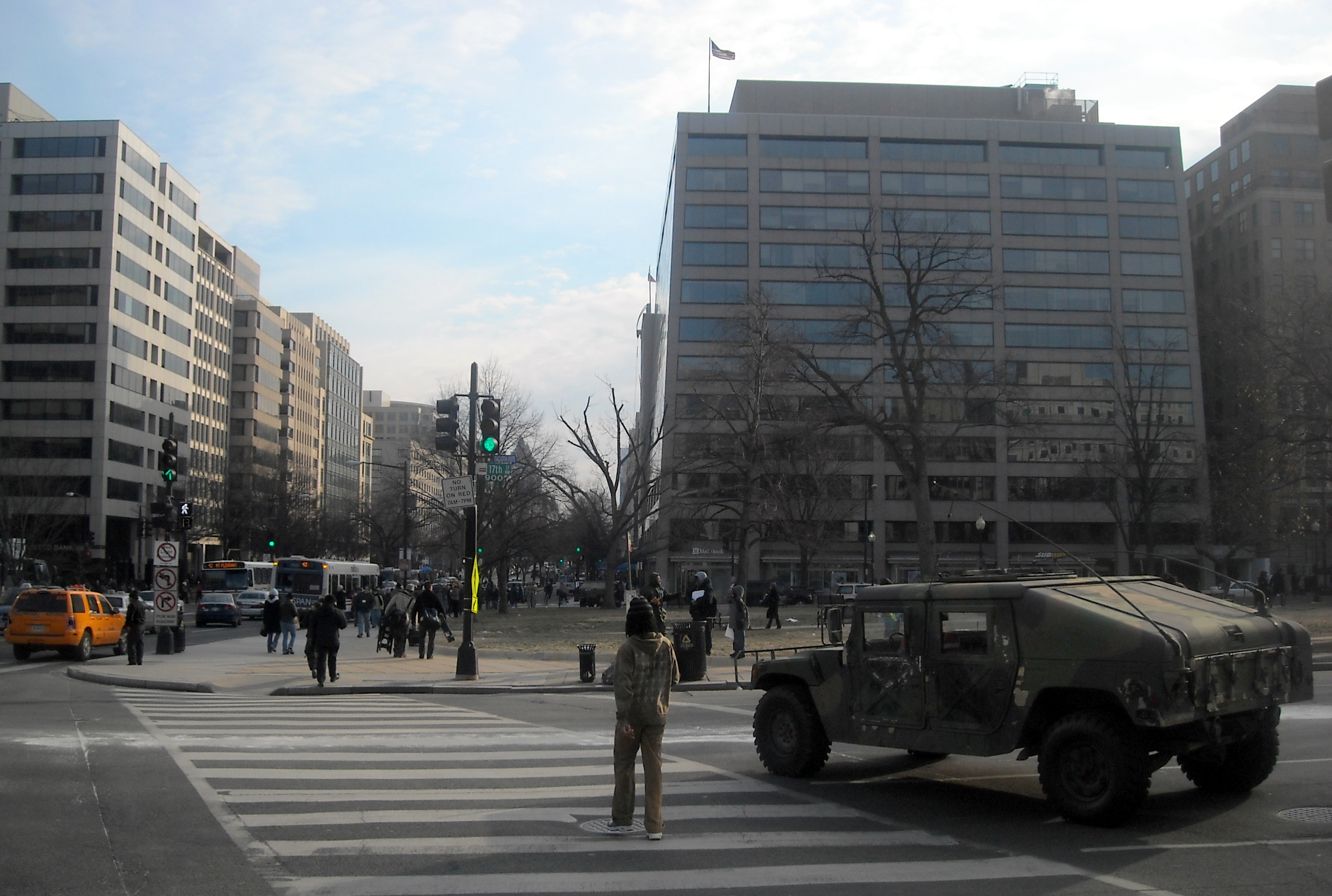
Tropas da Guarda Nacional dos Estados Unidos na K Street durante a cerimônia de posse

A Polícia do Distrito de Colúmbia duplicou temporariamente em tamanho, com a adição de 8 000 policiais extras vindos de todo os Estados Unidos. A força policial foi assistida por 1 000 agentes do FBI para prover segurança para o evento, e atiradores de elite do Serviço Secreto dos Estados Unidos foram designados para se infiltrarem em várias locais da área. A Administração de Segurança do Transporte tinha mais de 300 oficiais de sua Força Nacional de Distribuição prontos para assistir o Serviço Secreto com inspeções de segurança do público que entravam no National Mall.
Dez mil membros da Guarda Nacional dos Estados Unidos também ficaram a postos, com 5 000 provendo segurança para toda a capacidade cerimonial, além de 1.300 desarmados que estavam ajudando a Polícia de Parque no controle da multidão no National Mall. A Companhia C da Infantaria 1-175 proveu segurança entre a primeira e a segunda área de observação do National Mall, na intersecção da 7th Street, enquanto que os restantes atuaram em outras funções de segurança. A Federal Aviation Administration manteve restrições ao espaço aéreo sobre Washington D.C. em 20 de janeiro, entre as 10:00 e às 18:00 EST. O secretário de Defesa, Robert Gates, foi escolhido como sobrevivente designado para assegurar a continuidade do governo no caso de uma catástrofe, e ele passou o dia de posse numa área militar dos Estados Unidos fora de Washington D.C. Ninguém da multidão foi preso durante a cerimônia de posse até as 18:00 EST do dia da posse.

## Audiência

### Audiência televisiva nos Estados Unidos
O índice Nielsen de audiência indicou que 29,2% das televisões nos 56 maiores mercados de mídia dos Estados Unidos estavam sintonizadas na posse de Barack Obama, a maior audiência desde a posse presidencial de Ronald Reagan, e quase o dobro da audiência alcançada pela segunda posse de George W. Bush, em 2005. A região de Raleigh-Durham teve a maior audiência televisiva dos Estados Unidos, com mais de 51% das televisões sintonizadas na cerimônia de posse, um número que foi atribuído pela tempestade de neve que atingiu a região e deixou as pessoas impossibilitadas de sair de suas residências, e em parte, de uma grande quantidade de afro-americanos na região. Dos dez maiores mercados de mídia em termos de audiência à cerimônia de posse, quatro estavam na Carolina do Norte, dois na Virgínia, um em Maryland, além do o Distrito de Colúmbia, que teve a maior audiência de televisão depois de Raleigh-Durham. Além disso, muitas escolas também mostraram a posse pela televisão aos seus alunos.
Entre as 10:00 e 17:00 EST, a audiência de televisão à posse de Obama nos Estados Unidos alcançou uma média de 37,8 milhões de espectadores (não incluindo espectadores on line que assistiram os vídeos ao vivo do evento através da internet) em 17 canais abertas e a cabo. O número de telespectadores foi menor do que a posse de Reagen em 1981, que teve uma média de 41,8 milhões de telespectadores.

### Audiência televisiva na Europa
De acordo com a BBC, 5,1 milhões telespectadores britânicos assistiram a posse, enquanto que 6,5 milhões de britânicos viram as notícias da posse durante os telejornais e durante as intervenções jornalísticas curtas. Um diretor de programa na emissora de TV regional Norddeutscher Rundfunk, da Alemanha, televisionou um programa especial à posse de Obama através da ARD; mais de 24% dos televisores da Alemanha estavam sintonizados à posse, ou cerca de 5 milhões de pessoas.

### Audiência televisiva nos países lusófonos
Em Portugal, as transmissões foram feitas pela estação estatal pública RTP através das mais variadas filiais: RTPN, RTP1, RTP2, RTP África e RTP Mobile, no telemóvel. Também disponibilizou no seu site vários podcasts. Também as outras estações privadas, a SIC e a TVI, emitiram, já em menor número de horas, a tomada de posse. No Brasil, as emissoras TV Globo, SBT, Rede Record, Band, RedeTV! e TV Brasil, além dos canais de notícias BandNews, Record News e Globo News, interromperam suas programações para a exibição ao vivo da posse. As imagens utilizadas foram da rede CNN.

### Internet
A posse de Obama também resultou num grande aumento do tráfego da internet para websites de notícias e sociais, além de um número recorde de transmissões de vídeos pela internet. A empresa tecnológica Akamai relatou que 5.401.250 usuários estavam conectados com websites de notícias em menos de 1 minuto, o quinto maior pico dentre os websites de notícias desde que a empresa começou a coletar os dados em 2005. Durante o pico de tráfego, os websites de notícias serviram sete milhões de vídeos simultâneos, que é considerado pela Akamai o maior número de vídeos de internet em execução simultânea desde o início das medições.
A BBC relatou a queda temporária de seus serviços de transmissão de vídeos durante a exibição da posse de Obama devido ao grande tráfego da internet. A um determinado momento, o serviço de transmissão de vídeos ficou fora do ar durante 30 minutos, e durante este período, os visitantes de suas websites viram apenas a mensagem "Por favor, volte mais tarde" ao invés dos vídeos. A CNN relatou que gerou mais de 21 milhões de streamings de vídeos até às 15:00 EST daquele dia - um recorde histórico. Além disso, os websites da CNN receberam mais de 136 milhões de visitas naquele dia.

## Repercussão internacional
A comunidade internacional prestou atenção sem precedentes à posse de Barack Obama. Milhões de pessoas, incluindo cidadãos de vários países e de americanos expatriados vivendo nesses países, assistiram a posse ao vivo na televisão e na internet. Em alguns países, a posse teve mais audiência do que a cerimônia de abertura dos Jogos Olímpicos de Verão de 2008. A BBC World Service liberou uma pesquisa de opinião de mais de 17.000 pessoas em 17 países no dia da posse, que mostrou que 67% das pessoas esperavam que Obama poderia fortalecer as relações dos Estados Unidos com outros países. Os respondentes mais otimistas foram os alemães e os italianos; 80% responderam que as relações dos Estados Unidos com o resto do mundo poderiam melhorar sob o governo de Obama.

### África

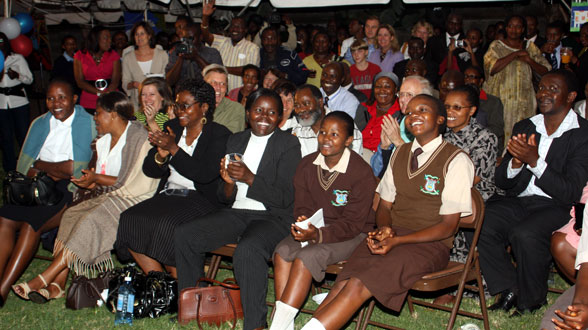
Quenianos assistindo a cerimônia de posse pela televisão na Embaixada dos Estados Unidos em Nairobi, Quênia.

No Quênia, a posse de Obama foi celebrada como um feriado nacional. Moses Wetangula, Ministro Exterior do Quênia, comentou que a posse marcou "um momento de grande orgulho para o Quênia".
O pai de Obama, também chamado de Barack Obama, viveu praticamente toda a sua vida no Quênia. O presidente ainda tem vários parentes vivendo naquele país. Muitas cerimônias ocorreram em todo o Quênia, e em algumas regiões, as ruas ficaram desertas durante a cerimônia de posse.
Especialistas e profissionais africanos descreveram a eleição com orgulho, satisfação e otimismo. A eleição de Obama foi visto como um endosso formal das pessoas de descendência africana. O comportamento de Obama com relação aos erros de Roberts durante o juramento foi considerado educado sob as mais altas ordens na África. A imprensa africana, tais como a African Executive, observou a vitória de Obama e a posse como um marco-chave para as relações internacionais.  Um escritor africano observou que uma parte inicial do discurso de posse de Obama foi omitido quando Obama disse "para aqueles que se apegam ao poder por meio da corrupção, de fraudes e do silêncio da discordância, sabem que vocês estão no lado errado da história, mas que estenderemos a mão se vocês desejarem ceder."  Ele percebe que isto não é somente a opinião de Obama, mas também a mensagem proferida pela Voz da América, que as pessoas africanas poderiam ter a esperança de que esta mensagem possa ser traduzida em políticas eficazes para nações tais como a Etiópia, Zimbabwe, Sudão e a República Democrática do Congo.

### Américas
Barbados ofereceu a apresentação livre da posse de Obama em grandes telas em pelo menos três localidades no país, incluindo o estádio de esportes Kensington Oval, no George Washington House e no Bridgetown Hilton Hotel. Os americanos na Antigua Guatemala realizaram uma festa destacando a música favorita de Obama.
No Canadá, o Escritório do Primeiro-Ministro do Canadá liberou uma declaração parabenizando Obama e a sua posse. A governadora-geral do Canadá, Michaëlle Jean, também ofereceu uma declaração para marcar a posse de Obama durante uma reunião de jovens realizado no Rideau Hall, a residência oficial do governador-geral.

### Ásia
Milhões de leitores e telespectadores na República Popular da China acompanharam a posse. A cerimônia de posse foi transmitida ao vivo pela Televisão Central da China com tradução simultânea para o mandarim, mas com um atraso suficiente para permitir a censura, silenciando brevemente a tradução. Quando o Presidente Obama mencionou em seu discurso de posse que "gerações anteriores encararam o fascismo e o comunismo," as autoridades da televisão estatal chinesa cortaram bruscamente o discurso e passaram rapidamente para uma discussão no estúdio. Websites chineses também censuraram as referências de Obama ao comunismo e à oposição. O website da Agência de Notícias Xinhua proveu o texto referente ao discurso na íntegra, mas somente em inglês, juntamente com uma versão censurada para o mandarim, que cortou as referências ao comunismo, assim como as observações de Obama sobre "líderes […] que […] culpam suas fraquezas da sociedade no Ocidente" e "agarram-se ao poder por meio da corrupção, de fraudes, e pelo silêncio da oposição".
Indonésios e americanos em Jacarta assistiram a posse num baile livre à meia-noite, destacando as apresentações de estudantes da Escola Estadual Primária Menteng 01, onde Obama estudava quando criança.
No Japão, a cidade de Obama, Fukui, celebrou a posse com fogos-de-artifício, toques de sinos e dança de ula no Templo de Hagaji. O prefeito de Obama expressou interesse em ter uma possível visita de Obama à cidade. Os residentes em Okinawa estavam esperançosos sobre uma possível iniciativa de Obama sobre assuntos relacionados com as bases americanas no arquipélago.[carece de fontes?] Outras agências noticiosas do Japão disseram que os cidadãos japoneses também estavam esperançosos sobre uma possível ação de Obama pela eliminação das armas nucleares.

### Europa
A imprensa britânica cobriu extensivamente a posse de Obama. A BBC One transmitiu duas horas de cobertura da posse; a BBC News cobriu a parada de posse à Casa Branca.  O The Times hospedou um blog ao vivo com mais de 10.000 participantes, começando uma hora antes do discurso de posse. O primeiro-ministro do Reino Unido, Gordon Brown, disse que "O mundo inteiro estava assistindo a posse do Presidente Obama, testemunhando um novo capítulo da história americana, e da história mundial. Ele não é somente o primeiro presidente afro-americano, mas ele expôs a determinação de resolver os problemas mundiais. Londres realizou um baile de posse para cerca de 1.300 convidados. Outros eventos em homenagem à posse de Barack Obama, incluindo um luau em Cambridge, foram realizados em todo o Reino Unido, que é lar para cerca de 300.000 americanos.
Parentes distantes de Obama reuniram-se em Moneygall, Condado de Offaly, Irlanda, onde alguns de seus antepassados viveram durante o século XIX. Enquanto isso, Democratas americanos que vivem na Irlanda fizeram uma festa em Dublin. Brian Cowen, líder do governo da Irlanda, deu boas-vindas a "um dia de alegria e celebração em Washington, nos Estados Unidos e em todo o mundo."
O prefeito de Paris, Bertrand Delanoë, e o embaixador dos Estados Unidos na França, Craig Roberts Stapleton, foram os anfitriões de uma festa de posse de Obama para aproximadamente 1.000 pessoas no Hôtel de Ville, um marco histórico em Paris.  Na França, a administração de Obama foi recebida com grande expectativa; uma pesquisa de opinião durante a semana de posse mostrou que 70% dos entrevistados tinham "grande" ou "alguma" esperança em Obama. A melhora da relação entre a França e os Estados Unidos desde a eleição de Nicolas Sarkozy como Presidente da França não apagou as memórias de uma relação contenciosa com os Estados Unidos sobre a Guerra do Iraque. O Le Parisien descreveu as relações entre os dois países no contexto de uma relação ambivalente: "Num país que há tempos cultiva sentimentos ambivalentes com os americanos, a avaliação francesa […] do novo presidente é surpreendentemente calma", disse o jornal popular. O jornal esquerdista L'Humanité destacou o seu cinismo sobre o término do conflito com o Iraque por parte de Obama, ponderando que "O que acontecerá com a esperança de finalizar a 'guerra de civilizações' lançada por George Bush?"
Em Berlim, capital da Alemanha, cerca de 1.500 convidados compareceram a um baile de posse realizado no Goya Club, possivelmente o maior baile de posse realizado fora dos Estados Unidos.  Por meio da ARD, a Chanceler da Alemanha, Angela Merkel, a líder do governo da Alemanha, expressou sua esperança de uma melhor comunicação com os Estados Unidos, "Eu espero que nossa cooperação seja modelada pela escuta de um ao outro, e fazendo decisões na base de que um país sozinho não pode resolver os problemas mundiais […] Este é o espírito no qual irei encontrar em você." Ela também destacou os desafios comuns a líderes mundiais sobre os tumultos econômicos e conflitos internacionais. O Presidente da Alemanha, Horst Koehler, o líder de estado da Alemanha, parabenizou Obama por meio de um telegrama. O presidente também convidou Obama a visitar a Alemanha o mais brevemente possível. Ele também destacou que os Estados Unidos foi em grande parte responsável pela chegada do vigésimo aniversário da Unificação Alemã. O jornal Rheinische Post destacou que o Ministro de Assuntos Exteriores da Alemanha, Walter Steinmeier, iria visitar Washington D.C. em fevereiro de 2009 para visitar a Secretária de Estado dos Estados Unidos, Hillary Clinton.
Organizações noticiosas na Espanha destacaram o significado histórico da posse. O jornal El País, o jornal mais lido na Espanha, veio com o seguinte título na sua reportagem sobre a posse: "O sonho americano alcança o poder", que dedicou três páginas ao evento. A Televisão Espanhola, que tem o telejornal do horário do meio-dia com mais audiência na Espanha, trouxe como notícia principal a posse de Obama.
Em Portugal, a posse de Obama também foi alvo de grande cobertura midiática. Os principais veículos de comunicação do país, como os jornais Correio da Manhã, Público e Jornal de Notícias, as rádios TSF, Renascença e Antena 1, e as TVs RTP, SIC e TVI dedicaram grande parte de seus espaços à cobertura da posse do primeiro presidente negro da história dos Estados Unidos.
Na Itália, a posse de Obama foi transmitida ao vivo para todas as emissoras de televisão do país. O país celebrou a posse com uma grande variedade de festividades; em Roma, Democratas que estavam na Itália realizaram o evento mais popular na Itália, na cobertura do Hotel Radisson. Jornais italianos trouxeram como manchetes o significado do evento. O jornal La Repubblica trouxe como manchete "Hoje o racismo acaba", enquanto que o Corriere della Sera foi mais cético, e trouxe a manchete "Não será uma mudança real". A oposição esquerdista da Itália demonstrou desapontamento sobre uma declaração infeliz do primeiro-ministro da Itália, Silvio Berlusconi. Após a eleição, Berlusconi descreveu Obama como "jovem, elegante e bronzeado", que teve repercussões negativas em todo o mundo.
No Vaticano, o Papa Bento XVI enviou um telegrama a Obama, parabenizando-o pela posse presidencial.
Na Rússia, a posse presidencial dos Estados Unidos teve menor destaque nos meios noticiosos. A televisão russa dedicou muito mais tempo à disputa pelo gás natural entre a Rússia e a Ucrânia, que estava no seu término. A notícia principal do telejornal de início de noite do Canal 1 Rússia, sobre a disputa pelo gás natural entre a Rússia e a Ucrânia, teve grande destaque durante os primeiros 15 minutos. A posse também não esteve nem entre a segunda ou a terceira notícia principal do dia naquele canal. O primeiro-ministro da Rússia, Vladimir Putin, fez comentários reservados, "Obama parece um homem sincero e aberto, e isso, naturalmente, atrai as pessoas." Após a eleição de novembro de 2008, o Presidente da Rússia, Dmitry Medvedev, recebeu críticas por não se manifestar prontamente sobre a eleição de Obama.

### Oriente médio
Manouchehr Mottaki, o Ministro Estrangeiro do Irã, expressou o seu desapontamento sobre a relação histórica do Irã com os Estados Unidos, que ele vê como "criador de confusões" na relação entre os dois países. No entanto, Mottaki exprimiu esperança na abertura de uma nova direção quando ele disse "se Obama escolher o caminho certo, compensa o passado, deixa a hostilidade e a hegemonia dos Estados Unidos e revisa os erros políticos anteriores. Com isso, não teremos hostilidade." Durante a conclusão da administração de George W. Bush, as relações entre Estados Unidos e Irã ainda estavam bem abaladas sobre um suposto programa nuclear do Irã, e Mottaki exprimiu ceticismo sobre uma possível mudança com o novo presidente, dizendo que "esperamos que os ângulos do otimismo sejam criados com Obama, mas os fatos nos contam que não podemos ser otimistas."
O Presidente de Israel, Shimon Peres, descreveu a posse de Obama como um "grande dia" para os Estados Unidos devido a sua "esperança, e nas eleições que, apenas há dez anos, eram imagináveis."

### Oceania
Derek Sikua, primeiro-ministro das Ilhas Salomão, parabenizou Barack Obama após a cerimônia de posse em benefício ao governo e ao povo Sikua destacou que americanos originam-se em todos os cantos do mundo, inclusive nas Ilhas Salomão, e também destacou que o povo das Ilhas Salomão rezará para que Deus continue a dar a Obama força, sabedoria e boas pessoas para apoiá-lo em iniciativas para o seu país e para o mundo.